# Campopera michaelseni
Campopera michaelseni is een eenoogkreeftjessoort uit de familie van de Notodelphyidae. De wetenschappelijke naam van de soort is voor het eerst geldig gepubliceerd in 1922 door Schellenberg.